# ليوكوفريسي (كوزاني)
ليوكوفريسي (Λευκόβρυση) هي مدينة في كوزاني في مقاطعة فوريا إلادا في اليونان.